# 克拉根福圣三柱
圣三柱（德語：Dreifaltigkeitssäule）是一根瘟疫还愿柱，位于奥地利克拉根福，建于1680/1681年，最初位于圣神堂（Heiligengestkirche）前的广场上。1965年，圣三柱移至目前位置，老广场（Alten Platz）。

## 历史
圣三柱建于1680/1681年，最初由木头制成，位于圣神广场（Heiligengeistplatz）。这里既有医院，也有市内最古老的墓地。立柱的原因是感谢从瘟疫中蒙拯救。在1683年维也纳从土耳其包围中获救以后，用石柱取代了木柱。
1965年，市中心重新设计，圣神广场用作中央公共汽车站。圣三柱在老广场找到了新的安身之处，那里在1961年成为奥地利的第一个步行区。
在柱顶的球体上方，基督教的十字架击败了新月。基座的大理石浮雕雕刻着关于瘟疫的铭文。